# Bukovec (district de Frýdek-Místek)
Pour les articles homonymes, voir Bukovec.
Bukovec (en polonais : Bukowiec ; en allemand : Bukowetz) est une commune du district de Frýdek-Místek, dans la région de Moravie-Silésie, en Tchéquie. Sa population s'élevait à 1 374 habitants en 2021.

## Géographie
Bukovec se trouve à la frontière avec la Pologne et la Slovaquie, à 36 km au sud-est de Frýdek-Místek, à 50 km au sud-est d'Ostrava et à 321 km à l'est-sud-est de Prague. Bukovec est la commune la plus à l'est de la Tchéquie.
La commune est limitée par la Pologne au nord-est et à l'est, par Hrčava et la Slovaquie au sud, par Mosty u Jablunkova et Písek à l'ouest.

## Histoire
La première mention écrite du village date de 1353.

## Galerie

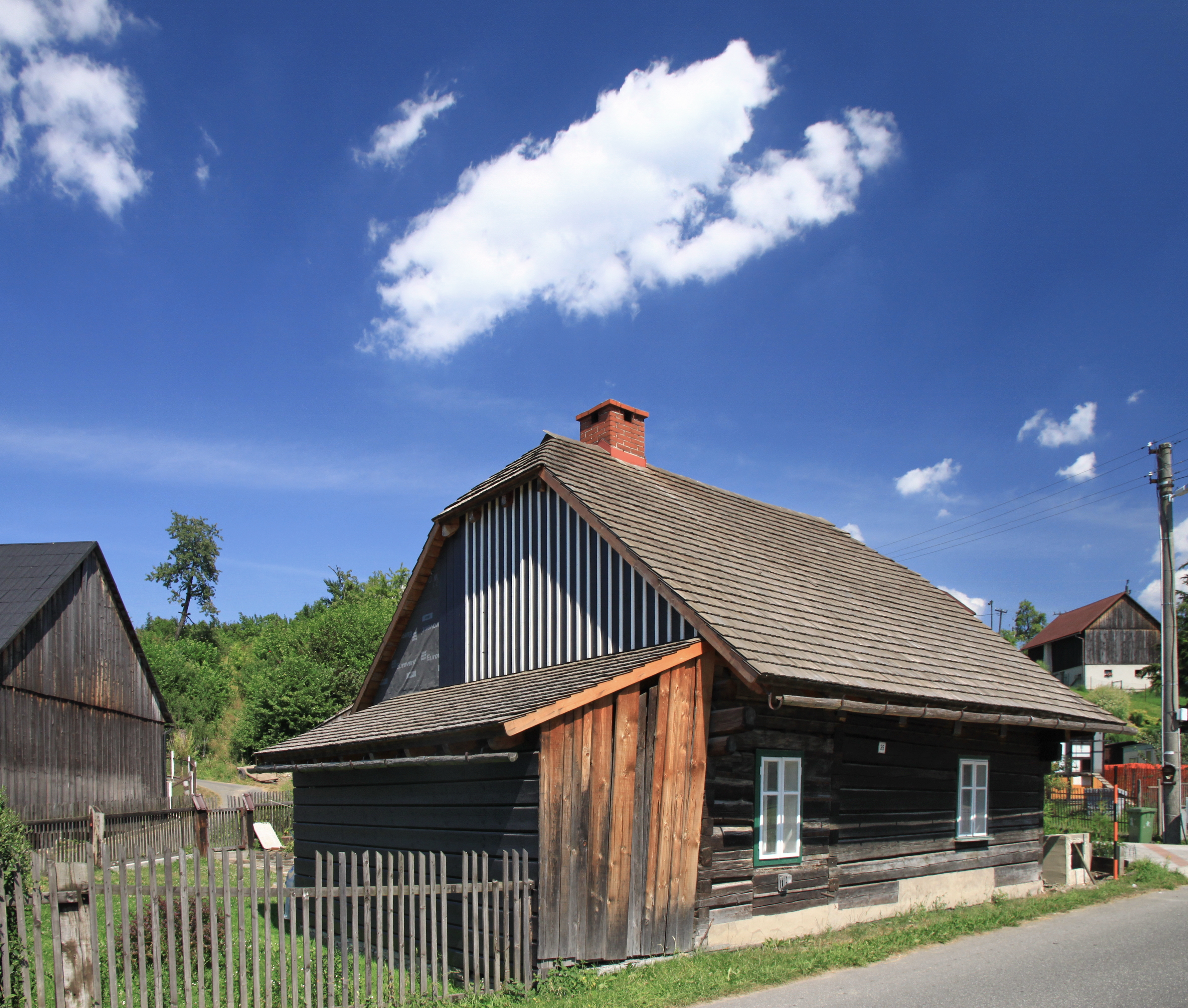
Bukovec : maison traditionnelle.
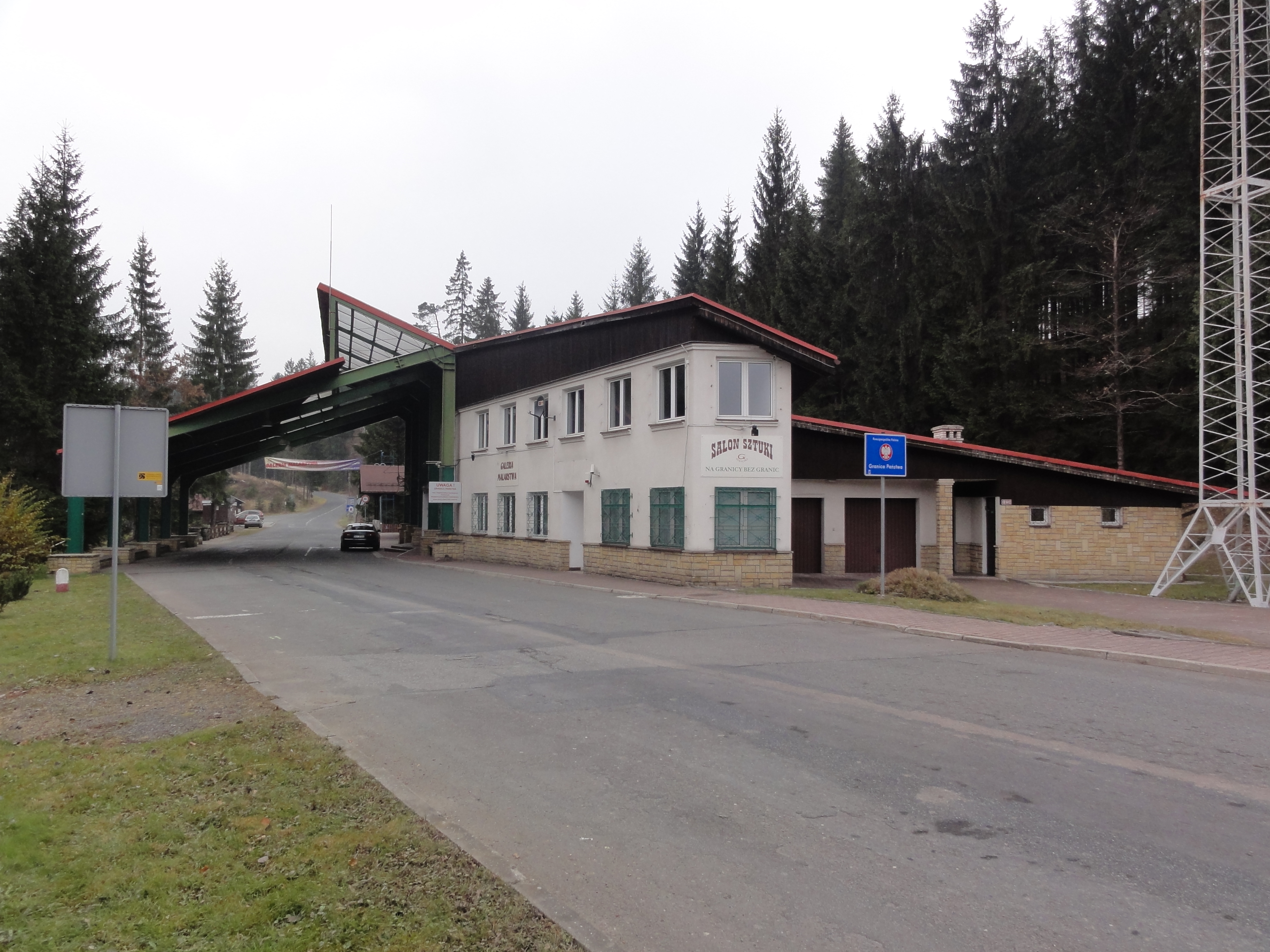
Poste frontière de Jasnowice - Bukovec.

## Transports
Par la route, Bukovec se trouve à 19 km de Třinec, à 43 km de Frýdek-Místek, à 64 km d'Ostrava et à 395 km de Prague.